# Laura Olascuaga
Laura Victoria Olascuaga Pinto (Cartagena de Indias, Colombia, 19 de junio de 1995) es una comunicadora social, periodista, modelo y reina de belleza colombiana, ganadora del título Miss Universe Colombia 2020.

## Biografía

### Estudios profesionales
Laura es comunicadora social y periodista de la Universidad del Norte, ubicada en la ciudad de Barranquilla. Además, se ha desempeñado como modelo y entre sus aficiones se encuentra tocar el violín.

## Concursos de belleza

### Señorita Bolívar 2018
Laura fue elegida por decreto como Señorita Bolívar a inicios de 2018, lo que le brindó el derecho de representar a su departamento en el Concurso Nacional de Belleza, que sería llevado a cabo en el mes de noviembre. Desde el momento de su nombramiento oficial, se posicionó en el grupo de las más opcionadas a obtener el título  de Señorita Colombia que, en ese momento, ostentaba la también cartagenera Laura González Ospina, la cual venía de lograr una exitosa participación en el certamen Miss Universo 2017.

### Señorita Colombia 2018-19
En noviembre de 2018 se dio inicio a la competencia por la corona de Señorita Colombia 2018-19 y Laura, apoyada por un favoritismo cada vez mayor, arribó a la concentración en la ciudad de Cartagena con el objetivo de ganar la corona que la acreditaría como reina de todos los colombianos y que, a su vez, le daría la posibilidad de portar la banda de su país en el Miss Universo 2019.
Durante la noche del 12 de noviembre ocurrió la velada de elección y coronación, en la que Laura logró ingresar, en un principio, entre las 10 semifinalistas y, más adelante, en el Top 5. Finalmente, fue declarada Virreina Nacional de la Belleza, siendo Gabriela Tafur, de Valle del Cauca, la ganadora del evento. Posteriormente, Laura renunció a su título de Virreina nacional de la belleza argumentando «motivos personales» luego de un día de poseer el título.

### Miss Universe Colombia 2020
En agosto de 2020, Laura vislumbró una nueva oportunidad para intentar cumplir su sueño de toda la vida y decidió inscribirse como precandidata por Bolívar en el certamen Miss Universe Colombia, luego de conocer la noticia de que la franquicia nacional de Miss Universo había sido asignada a una organización distinta. De esta forma, aprobó cada filtro y proceso de audición, por lo que fue oficializada como la representante de su departamento rumbo al Miss Universe Colombia 2020, cuya final se llevó a cabo el 16 de noviembre del mismo año. Allí, Laura se destacó en sus salidas y ganó el reconocimiento de ser la primera reina del certamen en una elección llena de críticas y polémica.

### Miss Universo 2020
Como ganadora del concurso nacional, Laura obtuvo la responsabilidad de llevar el nombre de Colombia en la 69.a edición de Miss Universo, que se realizó el 16 de mayo de 2021 donde clasificó dentro del top 21 de semifinalistas.